# Équipe du Groenland féminine de volley-ball
L'équipe du Groenland féminine de volley-ball est composée des meilleures joueuses groenlandaises sélectionnées par la Fédération du Groenland de volley-ball (en Groenlandais : Kalaallit Nunaanni Volleyballertartut Kattuffiat).
La Fédération de volley-ball du Groenland est fondée le 15 mai 1983 à Paamiut. 
Pour la sélection masculine voir Équipe du Groenland de volley-ball.
Depuis 1999, le Groenland est membre de la Confédération européenne de volley-ball, ainsi que de la Fédération internationale de volley-ball,.
Le Groenland est membre de l'International Island Games Association (IIGA) est participe au tournoi de volley-ball des Jeux des Îles.
L'équipe junior féminine participe au tournoi de volley-ball aux Jeux d'hiver de l'Arctique.

## Histoire
L'équipe féminine du Groenland débute dans l'arène internationale officiellement lors du tournoi de volley-ball des Jeux des îles, qui a eu lieu en juillet 1993 sur l' île de Jersey.
En 1996, l'équipe féminine participe aux Jeux d'hiver de l'Arctique.
Équipe ayant remporté la médaille de bronze aux Jeux des Iles:
 2003 : Caroline Rosing, Henriette Sacaussen, Karina Mejnke, Pernille Olsen, Efinia Kreuzman, Boleta Eggede, Anya Davidsen, Marianne Simonsen, Arnanguak Heilman, Avijaya Simonsen. Entraîneur : Dan Thomassen.
 2013 : Bonn Bertelsen, Anne Davidsen, Nuka Carlsen-Geisler, Eufiniya Kroytsman, Marianne Kroytsman, Paninnguak Larsen Karina Meinke, Mia Mikkelsen, Pernille Olsen, Maale Villumsen. Entraîneur : Jens Grabek.
En 2004, le Groenland participe pour la première fois au Championnat d'Europe de volley-ball féminin des petits États, terminant le tournoi à la sixième place.
Équipe ayant participé au tournoi : Caroline Rosing, Henriette Sacaussen, Rosa Petersen, Karina Mejnke, Pernille Olsen, Eufinia Kreuzman, Bollet Egede, Anya Davidsen, Vivi Heilman, Marianne Simonsen. Entraîneur : Dan Thomassen.
En 2005, Dan Thomassen quitte son poste de sélectionneur après 12 ans à la tête de l'équipe féminine.
En 2006, Jens Graabæk remplace Dan Thomassen à la tête de l'équipe féminine.
Équipe ayant participé au tournoi de 2017 des jeux des iles : Ivalo Frank Hansen, Aviaaja Kreutzmann, Eufinia Kreutzmann, Marianne Kreutzmann, Nunnu Kreutzmann, Paninnguaq Larsen, Paninnguaq Thea Lynge, Nuka Pape, Nuka Ina Pivat, Bebiane V. Johnsen, Margit Zeeb. Entraîneur : Jens Graabæk.

## Palmarès
| Compétition internationale Volley-ball aux Jeux olympiques - Vierge Championnat du monde féminin de volley-ball - Vierge Coupe du monde féminine de volley-ball - Vierge World Grand Champions Cup féminine - Vierge Grand Prix mondial de volley-ball - Vierge | Compétition en Europe Championnat d'Europe féminin de volley-ball - Vierge Ligue européenne féminine de volley-ball - Vierge Volley-ball aux Jeux des Iles - 1985 : n'a pas participé - 1987 : n'a pas participé - 1989 : n'a pas participé - 1991 : n'a pas participé - 1993 : 7e ou 8e - 1995 : 6e - 1997 : 7e - 1999 : 5e - 2001 : 8e - 2003 : Troisième - 2005 : 5e - 2007 : 6e - 2009 : 6e - 2011 : 8e - 2013 : Troisième - 2015 : n'a pas participé - 2017 : 7e - 2019 : Championnat d'Europe féminin de volley-ball des petits États - 2000 : Non présente - 2002 : Non présente - 2004 : 6e - 2007 : Non présente - 2009 : Non présente - 2011 : Non présente - 2013 : Non présente - 2015 : Non présente - 2017 : Non présente |

Équipe junior du Groenland
Jeux d'hiver de l'Arctique
- 2000 : Cinquième[27]
- 2004 :
- 2006 :
- 2008 : Quatrième[28]
- 2010 : Cinquième[29]
- 2012 : Non présente[30]
- 2014 : Non présente[31]
- 2016 : Non présente[32]
- 2018 : Sixième[33]
- 2020 :

## Sélectionneurs
| Sélectionneurs | Période         | Matchs | Gagnés | Perdus | Gagnés % |
| -------------- | --------------- | ------ | ------ | ------ | -------- |
| Dan Thomassen  | 1993 - 2005     | 38     | 17     | 21     | 44.73    |
| Jens Graabæk   | 2006 - en cours | 28     | 14     | 14     | 50       |
| Totals         | Totals          | 66     | 31     | 35     | 46.97    |